# Anneliese Henecka
Anneliese Henecka (* 16. Oktober 1927 in Elberfeld; † 31. August 2015 in Düsseldorf) war eine deutsche Bildhauerin.

## Leben und künstlerische Tätigkeit
Anneliese Henecka wurde als Tochter des aus Böhmen stammenden Hans Henecka und seiner Frau Auguste Henecka, geborene Villier, die aus Südfrankreich stammte, geboren. Nach Abschluss der Schulzeit wurde sie an der Kunstgewerbeschule Elberfeld ausgebildet. Als Studentin lernte sie bei dem Kunstlehrer Arthur Ertle im Künstler-Atelierhaus in Düsseldorf Modellzeichnen.
Von 1951 bis 1956  studierte sie an der Staatlichen Kunstakademie Düsseldorf Architekturplastik und freie Skulptur in den Bildhauerklassen von Josef Mages und Zoltan Székessy. Als Gaststudentin studierte sie an der Universität Köln Ostasiatische Kunst und Theaterwissenschaft. Zwei Jahre lang war sie Assistentin der Bühnenbildnerin Isolde Schwarz an den Städtischen Bühnen Wuppertal.
Henecka hatte ein Atelier in Düsseldorf, das sie auch in Zeiten längerer Auslandsaufenthalte weiterbetrieb. Sie arbeitete zwei Jahre lang in Verona. Daran schloss sich ein mehrjähriger USA-Aufenthalt in Chicago, Los Angeles und Texas an. Sie erhielt dann ein Stipendium für Arbeitsaufenthalte in London und Manchester. In dieser Zeit schuf sie viele Bronzeskulpturen, die sie dort in mehreren Ausstellungen präsentierte. Während eines Aufenthaltes in Moskau in den achtziger Jahren widmete sie sich dem Porträtzeichnen, einem weiteren Schwerpunkt ihrer künstlerischen Tätigkeit.
Anfang der 1970er Jahre hatte Anneliese Henecka Lehraufträge an der Universität Lancaster (1971/1973), der Universität Siegen (1974) und an der University of Texas at Austin (1975).
In erster Ehe war sie mit dem Historiker Helmut Hirsch verheiratet, mit dem sie einen Sohn (* 1965) hat. In zweiter Ehe heiratete sie den aus Russland stammenden Vladimir Gültzgoff. Sie führte den Namen Anna Gültzgoff-Henecka.

## Werke
Heneckas Werk umfasst neben den zeichnerischen Arbeiten zahlreiche skulpturale Arbeiten. Sie schuf Brunnenanlagen, Werke für den sakralen Raum, große Reliefs in Beton oder als Bronzeguss, Marmorskulpturen, Porträts aus Marmor, Holz und Bronze sowie Elfenbeinreliefs. Im Stadtmuseum Düsseldorf befindet sich eine Bronzebüste des Düsseldorfer Künstlers Thomas Häfner.